# Ulster Open 2019
Die Ulster Open 2019 im Badminton fanden vom 12. bis zum 13. Oktober 2019 in Lisburn statt.

## Sieger und Platzierte
| Veranstaltung | Gold                       | Silber                     | Bronze                          |
| ------------- | -------------------------- | -------------------------- | ------------------------------- |
| Herreneinzel  | Adam McAllister            | Tony Stephenson            | Tony Murphy                     |
| Herreneinzel  | Adam McAllister            | Tony Stephenson            | Sean Patrick Laureta            |
| Dameneinzel   | Sara Boyle                 | Orla Flynn                 | Moya Ryan                       |
| Dameneinzel   | Sara Boyle                 | Orla Flynn                 | Xueying Zhao Beattie            |
| Herrendoppel  | Jack O’Brien Callum Thomas | Daniel Magee Azhar Syed    | Ciaran Chambers Ryan Stewart    |
| Herrendoppel  | Jack O’Brien Callum Thomas | Daniel Magee Azhar Syed    | Tony Murphy Tony Stephenson     |
| Damendoppel   | Orla Flynn Vicki Pesti     | Pamela Pontanosa Moya Ryan | Ciara Nelson Tracey Watson      |
| Damendoppel   | Orla Flynn Vicki Pesti     | Pamela Pontanosa Moya Ryan | Rebecca Getty Keady Smith       |
| Mixed         | Daniel Magee Sara Boyle    | Declan Bennett Lauren Au   | Mark Topping Vicki Pesti        |
| Mixed         | Daniel Magee Sara Boyle    | Declan Bennett Lauren Au   | Sean Patrick Laureta Orla Flynn |